# Alfred Heuss

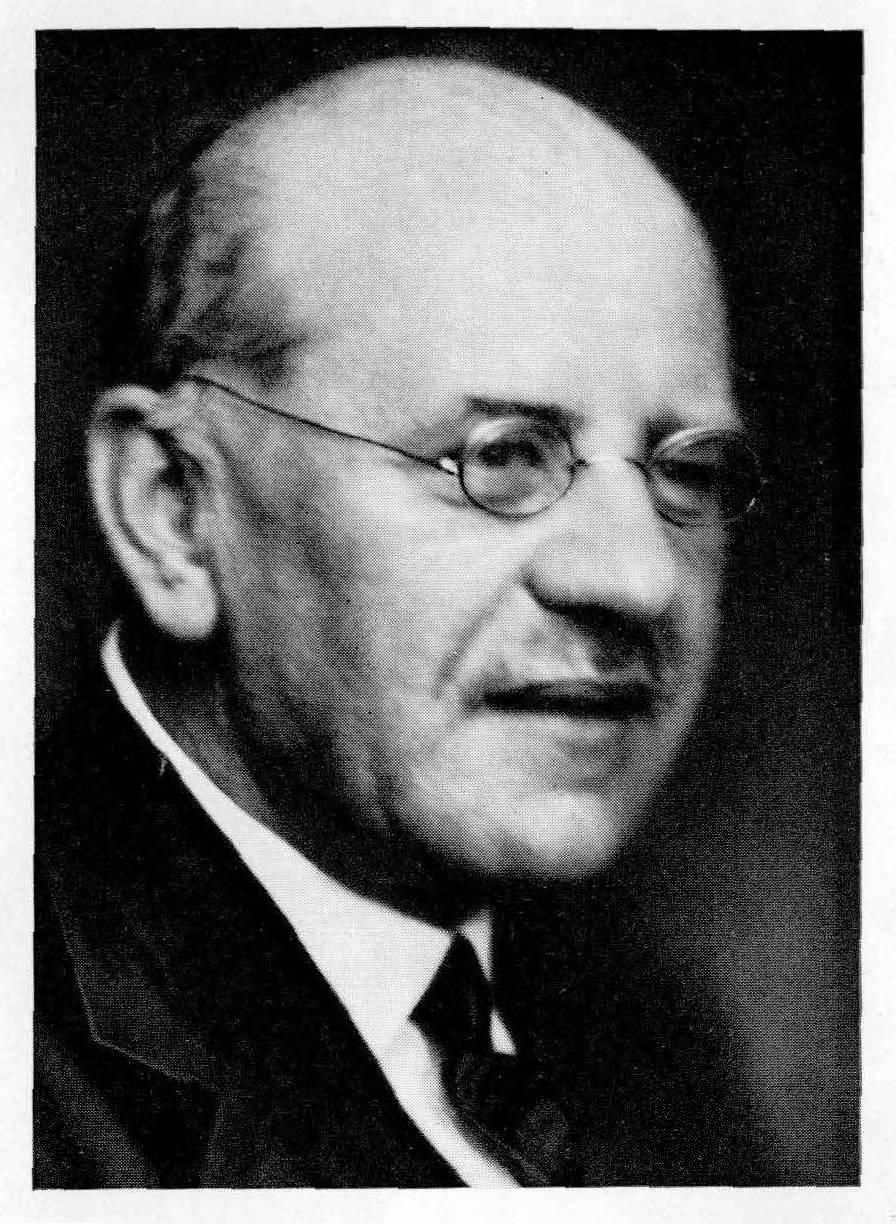
Alfred Heuss 1934.

Alfred Valentin Heuss, född den 27 januari 1877 i Chur, död den 9 juli 1934 i Gaschwitz nära Leipzig, var en tysk musikskriftställare och tonsättare.
Heuss studerade för bland andra Hermann Kretzschmar vid universitetet i Leipzig. Han var 1904-1914 redaktör för Zeitschrift der Internationalen Musikgesellschaft, 1921-1931 huvudredaktör för Zeitschrift für Musik, där han med talang och skärpa, om ock något ensidigt, bekämpade de internationaliserande och moderna strävandena i tyskt musikliv. Heuss komponerade solosånger och körer samt utgeav J. S. Bachs Matthäuspassion (1909) och Kammermusikabende (1919).